# 塩味鷹虎
塩味 鷹虎（しおみ たかとら、1986年11月16日 - ）は、日本の脚本家、ライター。合同会社トレアドールエンターテイメント代表。父は漫画原作者の牛次郎  。母は官能小説家の丸茂ジュン。

## 作品

### 映画
- ヒーローズユナイト/結束!ヤツルギ×トライオー×忍者烈風（2018年）
- 親鸞 人生の目的（2025年、青山弘と連名）

### ドラマ
- 鳳神ヤツルギシリーズ（チバテレ、ニコニコチャンネル GyaO!）
  - 忍者特捜ジャスティーウィンド（2017年)
  - 自販騎士ヒラノグレート（2017年）
  - 房州 電撃!!ライデンマル（2017年）
    - 房州 電撃!!ライデンマル　深紅の侍ムラサメ編（2018年）

  - 絶対帰還カエルーン（2017年）
    - 絶対帰還カエルーン2（2018年）

  - 救命戦士シェルブレイブ（2018年）
    - 救命戦士シェルブレイブ2（2018年）

  - もぐもぐ!べじわーるど3 オカシなオカシな大冒険!?（2021年）
- 怖れ（2024年、CBCほか）（岩崎う大と連名）

### オリジナルビデオ
- ダメージングヒロイン03 バーンアウト Reboot（2018年、ZENピクチャーズ）
- バーニングアクション スーパーヒロイン列伝36 特捜JKリンネ(2020年、ZENピクチャーズ)
- 忍者特捜ジャスティーウインド ザ・忍者大戦（2020年、ZENピクチャーズ）
- ヒロインアルティメットピンチ JKサイキッカー・マキナ（2020年、ZENピクチャーズ）

### アニメ
- とーがね!おまつり部（2022年、チバテレ）
- Unnamed Memory（2024年、東京MXほか）

### 舞台
- 劇団アソビドラマティック旗揚げ公演『Witch Trial 卒業ライブ殺人事件』（2020年11月）

### イベント
- 葛飾柴又寅さん記念館『男はつらいよ AR謎解きラリー篇』（2022年4月より常設）
- ルミネ立川『ナゾトキで発見!!たまごっちのわくわくサマーばけーしょん -タチカワシティでみんな迷子になっちゃった!?-』（2024年8月-9月）

### ゲームアプリ
- 魁!!男塾 〜連合大闘争編〜（2012年、一部シナリオ制作、蘇我 真、松浦 迅徹と連名）
- ファイナルファンタジーグランドマスターズ（2015年、25章シナリオ制作）